# Toggenburg

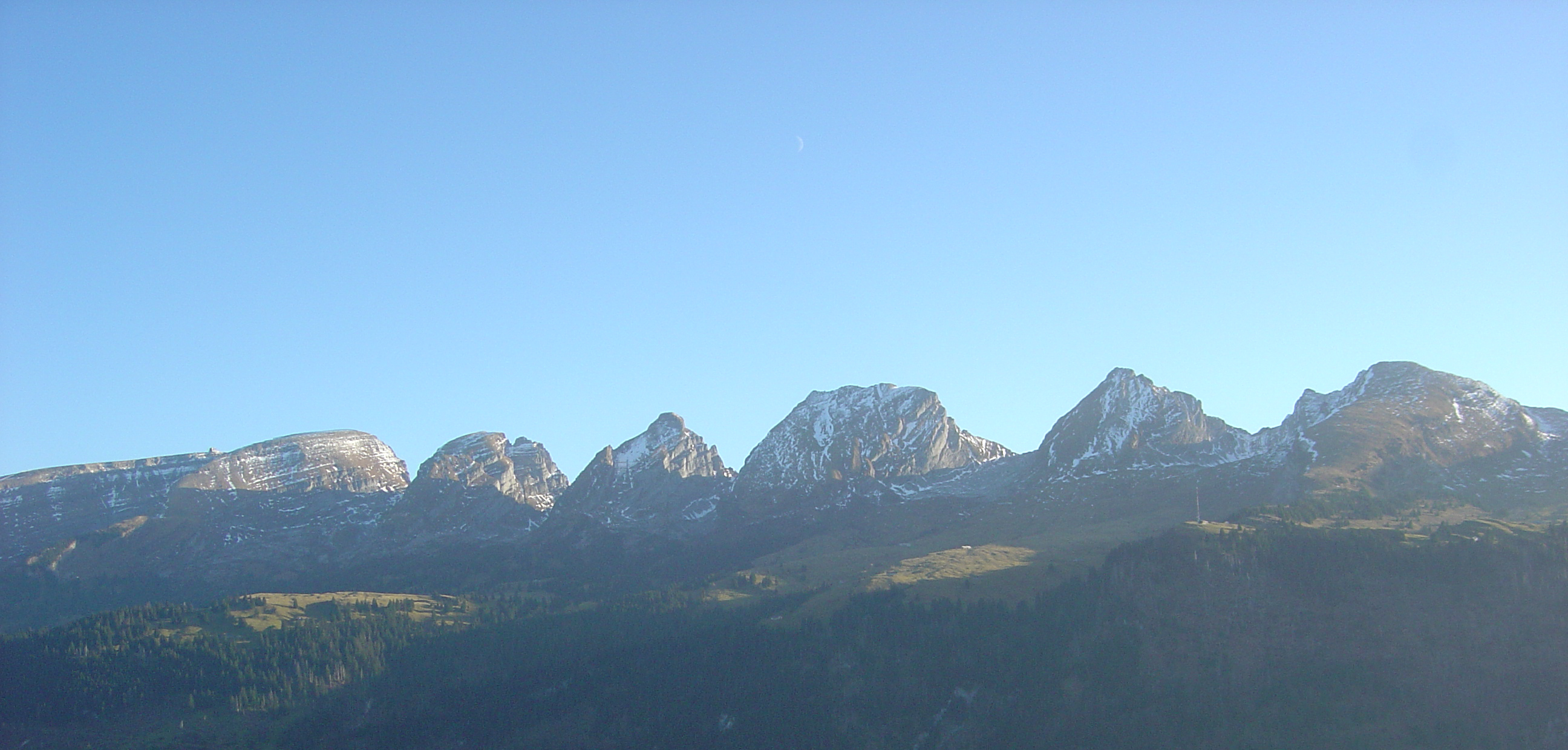
Churfirsten, Cantão de São Galo, Suíça.

Toggenburg é o vale superior do rio Thur, no Cantão de São Galo, Suíça. Correntemente, é uma das oito regiões na qual o cantão foi dividido.